# Воля-Староґродзька
Воля-Староґродзька (пол. Wola Starogrodzka) — село в Польщі, у гміні Парисув Ґарволінського повіту Мазовецького воєводства.
Населення — 645 осіб (2011).
У 1975-1998 роках село належало до Седлецького воєводства.

## Демографія
Демографічна структура станом на 31 березня 2011 року:
|          | Загалом | Допрацездатний вік | Працездатний вік | Постпрацездатний вік |
| -------- | ------- | ------------------ | ---------------- | -------------------- |
| Чоловіки | 351     | 114                | 196              | 41                   |
| Жінки    | 294     | 66                 | 149              | 79                   |
| Разом    | 645     | 180                | 345              | 120                  |